# 천이영역
태양의 천이영역은 태양 대기권에서 채층과 코로나 사이의 영역이다. 자외선을 감지하는 망원경을 사용하여 우주 공간에서 관측 가능하다. 천이영역은 서로 연관이 없지만 중요한 여러 천이 과정이 일어나는 장소로서 태양 대기를 다루는 물리학에서 매우 중요한 위치를 차지하고 있다. 아래는 천이영역을 기준으로 하부 대기와 상부 대기에서 발생하는 물리 현상이다.
- 천이영역 아래에서는 중력이 대부분의 현상의 모양을 결정짓는다. 따라서 천이영역 아래의 태양은 다층구조나 흑점과 같이 가로로 펼쳐진 구조를 지니게 된다. 천이영역 위에서는 동적 힘이 모양을 결정짓는다. 따라서 천이영역 그 자체도 구체적인 모양을 지니지 않는다.
- 천이영역 아래에서는 대부분의 헬륨이 완전히 이온화 되지 않은 상태이다. 따라서 에너지를 매우 효율적으로 복사한다. 하지만, 천이영역 위의 헬륨은 완전히 이온화 된 상태이며, 이러한 이온화는 평형 온도에 상당한 영향을 미친다.
- 천이영역 아래에서는 분광선에 있어서 특정한 색에는 불투명하다. 다시 말해, 천이영역 아래에서 형성되는 대부분의 분광선은 적외선, 가시광선, 근 자외선에서의 흡수선이다. 반면, 천이영역이나 그 위에서 생성되는 대부분의 분광선은 원자외선과 엑스선에서의 방출선이다. 이러한 서로 다른 분광선은 천이영역에서의 에너지의 복사전달을 매우 복잡하게 만든다.
- 천이영역 아래에서는 가스 압력과 유체역학이 매질의 운동이나 모양을 결정짓는다. 반면, 천이영역 위에서는 자기력이 지배한다. 천이영역 자체는 연구가 충분히 진행되지 않았는데, 나비어-스토크스 방정식을 전기역학과 결합한다는 것은 계산이 복잡하고 어렵기 때문이다.

헬륨의 이온화는 코로나가 생성되는 과정에 있어서의 가장 핵심적인 부분이다. 태양 매질이 충분히 차가워서, 즉 내부의 헬륨이 두 개의 전자 중 하나를 지닐 수 있는 상태로 부분적으로 이온화 된다면 매질은 흑체복사나 헬륨의 라이만 연속에 직접 결합을 통해 효율적으로 복사되어 냉각되게 된다. 이는 채층의 상부에서 일어나게 되며, 여기에서의 평형 온도는 수만 켈빈 정도이다.
온도가 약간 더 높아지게 된다면, 헬륨은 완전 이온화가 되며, 마침내 라이만 연속에의 결합을 그만두게 되고, 복사가 효율적이지 않게 된다. 따라서 온도는 코로나의 온도인 백만 켈빈까지 급격히 상승하게 된다. 이러한 현상은 온도 격변(temperature catastrophe)라고 불리며, 물이 끓어 증기로 되는 것과 유사한 상전이 과정이다. 실제로, 태양 물리학자들은 이 과정을 물에서의 상전이와 비교하여 기화라고 부르기도 한다. 마찬가지로, 코로나 물질에 가해지는 열이 약간 감소하게 되면, 물질은 온도 격변 이하인 수십만 켈빈까지 급격하게 냉각되게 되며, 이 역시 액화 되었다고 불린다. 천이영역은 이러한 온도 격변이 일어나는 온도 내지는 그 주변의 온도로 이루어져 있다.
천이영역은 TRACE의 원자외선 영상을 통해 관측 가능하며, 태양의 어두운 표면 위의 흐릿한 후광의 형식으로 나타난다.

## 같이 보기
- 모레톤파
- 코로나 홀
- 스피큘